# Cayo Flaminio (cónsul 187 a. C.)
Cayo o Gayo Flaminio  fue un político y militar de la República romana que alcanzó el cargo de cónsul en 187 a. C., junto con Marco Emilio Lépido. 

## Familia
Flaminio era el hijo de Cayo Flaminio, el general romano que murió en la batalla del Lago Trasimeno.

## Carrera política
En 210 a. C. ocupó el cargo de cuestor de Escipión el Africano en Hispania. En 196 a. C. fue edil curul, año en el que entregó grandes cantidades de grano a bajo precio al pueblo,  que le habían dado los sicilianos de sus excedentes en agradecimiento al buen gobierno de su padre a la isla y de él mismo.
En 193 a. C. fue pretor, recibiendo la provincia de Hispania Citerior con la orden del Senado de enviar de vuelta a los veteranos de Hispania y con la autorización de alistar allí legionarios. Valerio Antias relata que Flaminio incluso fue a Sicilia a reclutar tropas y al retorno fue empujado por una tormenta a la costa de África, pero llegó a Hispania donde hizo la guerra con éxito para los romanos; asedió y conquistar la rica ciudad de Licabrum e hizo prisionero a un caudillo hispano, de nombre Corribilo.
El 187 a. C. obtuvo el consulado junto con Marco Emilio Lépido, rival de Marco Fulvio, cuya candidatura Flaminio había apoyado. El senado asignó el país lígur como provincia de los dos cónsules y Lépido se molestó puesto que lo quería para él mismo, como sucesor de Marco Fulvio, que lo había administrado los dos últimos años.
Finalmente los dos cónsules fueron a su provincia y combatieron a los lígures, que saqueaban el norte de Italia. Flaminio derrotó tras varias batallas a los triniates y los desarmó, y después atacó a los apuani, otra tribu lígur que había invadido los territorios de Pisa y Bononia, que también fueron sometidos; para no tener las tropas desocupadas empezó la construcción de una vía romana entre Bononia y Ariminum y su colega otra entre Placentia y Ariminum que tenían que juntarse con la Vía Flaminia.
Estrabón, que confunde C. Flaminio, el padre, con su hijo, afirma que este último hizo el camino de Roma a Ariminum, y Lépido el de Bononia a Aquileia. Pero es altamente improbable que el camino llegara a Aquileia, antes de que este lugar se convirtiera en una colonia latina, es decir, antes del año 181 a. C., ocasión en la que C. Flaminio fue uno de los triunviros que llevó a cabo el establecimiento de una colonia allí.